# Territorio fiduciario delle Isole del Pacifico
Il Territorio fiduciario delle Isole del Pacifico (in inglese Trust Territory of the Pacific Islands) è stato un territorio amministrato dalle Nazioni Unite in Micronesia (Pacifico occidentale) amministrato dagli Stati Uniti d'America dal 18 luglio 1947, comprendente gli ex possedimenti dell'Impero giapponese (col nome di Mandato del Pacifico meridionale) fino al 1994.
Il 21 ottobre 1986, gli Stati Uniti d'America terminarono l'amministrazione delle isole Marshall. L'amministrazione di Chuuk, Yap, Kosrae, Pohnpei, e delle isole Marianne si concluse il 3 novembre 1986 ma formalmente continuò fino al 22 dicembre 1990.
Il 25 maggio 1994 si concluse anche l'amministrazione di Palau, che divenne indipendente il 1º ottobre.